# Rosane Santos
Rosane dos Reis Santos (Rio de Janeiro, 20 de junho de 1987) é uma halterofilista olímpica brasileira. Representou o Brasil nos Jogos Olímpicos de Verão de 2016 na categoria até 54 quilos do halterofilismo, competição no qual terminou em 5º lugar. Anteriormente, Rosane conquistou a medalha de prata nos Jogos Sul-Americanos de 2014 em Santiago e o quarto lugar nos Jogos Pan-Americanos de 2015.